# Beslan Moedranov
Beslan Moedranov (Baksan, 7 juli 1986) is een voormalig Russisch judoka. Moedranov won in eigen land de zilveren medaille tijdens de wereldkampioenschappen judo 2014. Moedranov zijn grootste succes uit zijn loopbaan was het winnen van olympisch goud tijdens de Olympische Zomerspelen 2016. Moedranov deed voorafgaand aan zijn judocarrière aan de Russische vechtsport sambo

## Resultaten
- Wereldkampioenschappen judo 2010 in Tokio 5e in het extra lichtgewicht
- Wereldkampioenschappen judo 2014 in Tsjeljabinsk  in het extra lichtgewicht
- Olympische Zomerspelen 2016 in Rio de Janeiro  in het extra lichtgewicht

1980: Thierry Rey ·
1984: Shinji Hosokawa ·
1988: Kim Jae-yup ·
1992: Nasim Gusseinov ·
1996: Tadahiro Nomura ·
2000: Tadahiro Nomura ·
2004: Tadahiro Nomura ·
2008: Choi Min-ho ·
2012: Arsen Galstjan ·
2016: Beslan Moedranov ·
2020: Naohisa Takato ·
2024: Yeldos Smetov